# Bristol Brabazon
Dimensions
Le Bristol Type 167 Brabazon était un long-courrier à hélices conçu par Bristol Aeroplane Company pour les vols transatlantiques reliant le Royaume-Uni et les États-Unis. Malgré sa taille, comprise en gros entre celle d'un Airbus A300 et d'un Boeing 767, il n'était prévu que pour 100 passagers, disposant chacun d'un espace équivalent à celui d'une petite voiture.
Le prototype effectua ses vols d'essai en 1949, mais fut un échec commercial, car les compagnies aériennes le trouvaient trop massif et trop cher. Un seul prototype a été construit et utilisé ; on le démonta finalement en 1953, en même temps que les éléments d'un second prototype inachevé, le Brabazon I Mk.II.

## La conception de l'appareil

### Contexte
Au cours de la Seconde Guerre mondiale, le gouvernement britannique avait décidé de consacrer toute l'industrie aéronautique du royaume à la production de guerre, et de copier les modèles américains pour l'aviation civile. Conscient toutefois que cette politique industrielle mettrait le pays en retard à la fin des hostilités, une commission pour l'inventaire des besoins civils du Commonwealth d'après-guerre fut créée en 1943, et confiée à Lord Brabazon de Tara.
Cette Commission Brabazon remit un rapport suggérant la fabrication de quatre types d'appareils (sur cinq mis à l'étude). Le Type I était un long-courrier transatlantique de grande taille, le Type II un avion-cargo, le Type III un moyen-courrier destiné aux escales entre les diverses cités de l'Empire britannique, et le Type IV un avion à réaction atteignant une vitesse de croisière de 800 km/h. Le rapport insistait sur l'importance industrielle des Type I et IV, ce dernier modèle pouvant donner à l'industrie britannique une avance dans la propulsion par réaction.
La société Bristol avait déjà mis à l'étude un gros bombardier dès 1937, mais sans aller au bout du projet. En 1942, l’Air Ministry publia un cahier des charges fonctionnel de bombardier lourd répondant aux besoins exprimés par l'Air Staff, à savoir transporter au moins 15 tonnes de bombes : ce fut l'occasion pour Bristol de dépoussiérer leur projet de 1937 en l'adaptant aux nouveaux moteurs Bristol Centaurus. Sous la direction de L. G. Frise et d'Archibald Russell, les ingénieurs de la société Bristol s'efforcèrent de doter l'appareil d'un rayon d'action de 8 000 km, une envergure de 69 m, huit moteurs enchâssés dans les ailes actionnant quatre hélices, et suffisamment de carburant pour traverser l'Atlantique. Le Convair B-36 constituait, à bien des égards, l'émule de ce « bombardier de 100 tonnes. »
Les principaux avionneurs britanniques déposèrent chacun leur propre projet ; mais faute de temps, et considérant les difficultés des compromis entre rayon d'action, capacité et armement défensif, le Ministère de l’Air n'adopta finalement aucun de ces projets et préféra poursuivre le développement de l’Avro Lancaster (qui mènera à l’Avro Lincoln).

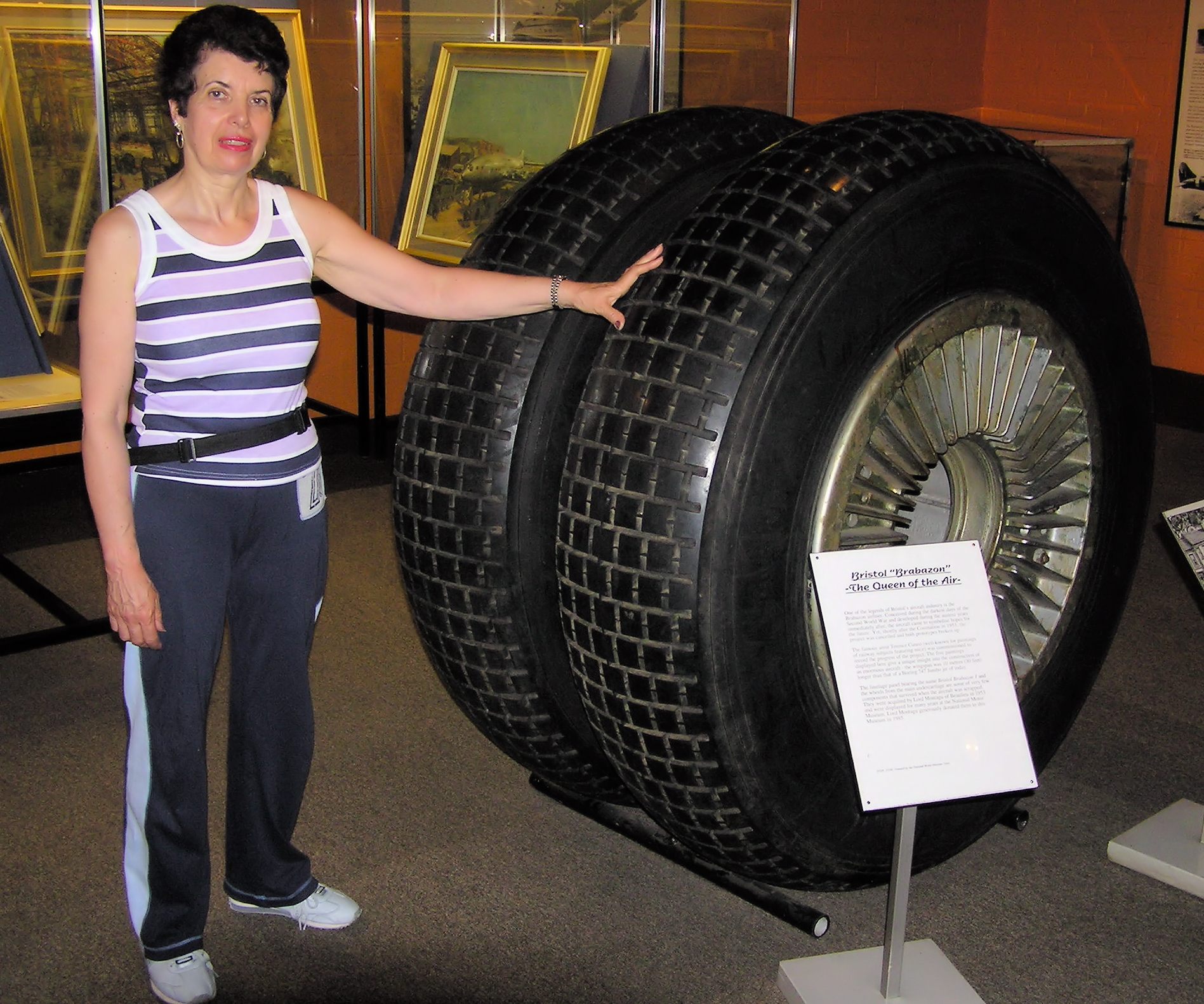
Roues du train d'atterrissage principal du Bristol Brabazon.

### Le Bristol 167
L’année suivante, le rapport Brabazon était publié et Bristol, grâce à de légères modifications de son bombardier, parvint facilement à répondre au cahier des charges du Type I. C'était le genre de réponse que la commission Brabazon cherchait, et la Sté Bristol reçut commande de deux nouveaux prototypes. Après divers remaniements, de nouveaux plans furent adressés au mois de novembre 1944. Le prototype possédait un fuselage long de 54 m, et des ailes de 70,10 m d'envergure (soit 11 m de plus qu’un Boeing 747). Il était équipé de moteurs en étoile à 18 cylindres Bristol Centaurus, jumelés dans les ailes. Ils entraînaient huit hélices contrarotatives jumelées par paires sur des nacelles déportées vers l’avant.
Le rapport Brabazon destinait cet appareils à une clientèle fortunée qui, pensait-on, ne supporterait que difficilement les longs voyages : aussi la commission voulait-elle un Type I de luxe, avec un espace individuel de 6 m3 par passager, et 8 m3 pour la classe de luxe.
Afin de répondre à ces exigences, le Type 167 était prévu pour un fuselage énorme de 8 m de diamètre, surpassant d'environ 1,50 m celui d’un B-747, avec deux niveaux sur toute la longueur. Il comportait 80 couchettes, un restaurant, un cinéma avec 37 sièges, un espace promenade et un bar, ou des sièges pour 150 personnes. La commission recommanda de réduire la taille du fuselage et de descendre à 50 passagers. La BOAC donna son accord, mais préférait un appareil à 25 passagers. Au mois d’août 1943, un accord avec la compagnie aérienne aboutit à la division de l’avant de l’appareil en six compartiments de six passagers chacun, et d’un septième compartiment pour trois passagers seulement ; une section centrale surplombant les ailes (l’épaisseur de l'aile était en cette section de 1,92 m), avec 38 sièges par tables de quatre avec une cave à vin et un coin cuisine ; et un espace cinéma à l’arrière comportant 23 sièges, avec un coin bar. Tout comme le Saunders-Roe Princess, le Brabazon réalisait la synthèse des idées d’avant et d’après-guerre en matière d’aviation, exploitant les dernières innovations et les hautes technologies d’alors pour un modèle d’avion qui n’avait plus sa place dans l’économie d'après-guerre.
D’énormes efforts furent entrepris pour réduire le poids à tout prix : la carlingue du Type 167 avait une épaisseur de tôle variable et non-standard, afin que chaque panneau présente la résistance optimale. La longueur des moteurs et l’amincissement des tôles exigeaient des dispositions particulières pour éviter une courbure excessive des ailes dans les courants turbulents : le Brabazon bénéficia d’un système de déflecteurs servocommandés par une sonde placée dans le nez de l’appareil. Les centrales hydrauliques étaient conçues pour manœuvrer de grandes surfaces portantes. Le Brabazon fut le premier avion disposant d'un système de vol entièrement automatisé et d'automates à moteurs électriques, et le premier avion équipé de circuits hydrauliques haute-pression.
La construction de l’avion fut elle-même un véritables défi. L’usine Bristol de Bristol Filton Airport était trop petite pour abriter ce qui était alors le plus grand avion de l’histoire, et la piste de 610 m était trop courte. La fabrication du fuselage du premier prototype commença en octobre 1945 dans un hangar existant, pendant qu’on s’affairait à la construction d’un gigantesque hall pour achever l’assemblage : l’ingénieur de cet édifice, Terence Patrick O'Sullivan, fut d’ailleurs récompensé du prix Telford pour ce chantier. La piste fut rallongée jusqu’à 2 440 m, entraînant l’expropriation d'une partie des habitants du village voisin de Charlton.
Certains ateliers étaient partagés avec d’autres avionneurs britanniques comme Folland Aircraft.

### Les essais

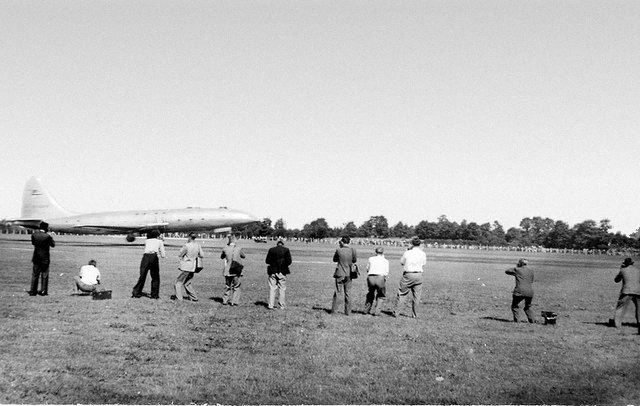
Décollage du vol inaugural du Bristol Brabazon G-AGPW le 4 septembre 1949, sur l’aérodrome de Filton.

Le Mk.I aircraft, immatriculé G-AGPW, sortit des hangars pour le banc d'essai en décembre 1948, et effectua son vol inaugural au-dessus de Bristol pendant 25 min, le 4 septembre 1949, manœuvré par le pilote d'essai en chef de la Sté Bristol, Bill Pegg. Il atteignit l'altitude de 910 m à 257 km/h et effectua son atterrissage à 185 km/h, avec réduction des gaz à 15 m. Quatre jours plus tard, il était présenté à la Society of British Aircraft Constructors lors d'un meeting aérien à Farnborough avant de reprendre ses essais. Il fut présenté au public lors du Salon de Farnborough de 1950. Le Brabazon fut amené à l'Aéroport de Londres-Heathrow au mois de juin 1950, y exécuta plusieurs décollages et atterrissages impeccables, et fut enfin présenté au 19e Salon International de l’Aéronautique (1951) ; mais à ce moment, la BOAC s'était déjà détournée de cet avion et en dépit de quelques marques d'intérêt de BEA, divers problèmes, habituels sur un prototype, s'opposaient à la délivrance d'une autorisation de vol.

### Le Brabazon Mark II
En 1946, la direction de Bristol décida de construire un second prototype équipé de huit turbopropulseurs jumelés Bristol Siddeley Proteus, actionnant des hélices à 4 pales via un réducteur commun. Ces changements devaient augmenter la vitesse (passant à 420–530 km/h) et le plafond, tout en réduisant les charges mortes à 4 540 kg. Le Brabazon Mark II aurait ainsi été capable de traverser l'Atlantique (Londres-New York) en une douzaine d'heures seulement.
Bien que le moteur Proteus fût plus fin que le Centaurus, cela n'en réduisait pas pour autant l'épaisseur des ailes du Mark II, mais aurait permis d'étendre le profil du bord d'attaque.
Les changements envisagés pour le train d'atterrissage du Mark II lui auraient permis de s'adapter à la variété des pistes d'atterrissage d'Amérique du Nord et des pays du Commonwealth.

### Un aveu d'échec
En 1952, les coûts de développement se montaient à 3,4 millions de livres, sans qu'aucune compagnie aérienne eût manifesté la moindre intention d'achat. Au mois de mars, le gouvernement britannique annonça le report de la fabrication d'un second prototype. Le Ministre du Ravitaillement, Duncan Sandys, annonça à la Chambre des Communes l'abandon définitif du projet le 17 juillet 1953 : selon lui, le projet avait porté tous ses fruits en tant qu'objet de recherche, mais n'avait trouvé aucun débouché, militaire ou civil ; et tout nouvel investissement serait injustifiable. Près de 6 millions de livres avaient déjà été investis, et il aurait fallu y ajouter encore 2 millions pour terminer le prototype du Mark II. Au mois d’octobre 1953, après 164 vols et 382 h, on démonta le premier prototype, revendu à des ferrailleurs pour 10 000 livres, ainsi que le prototype Mk.II resté inachevé. Tout ce qu'il en reste est aujourd'hui exposé au musée M Shed de Bristol et au National Museum of Flight en Écosse.

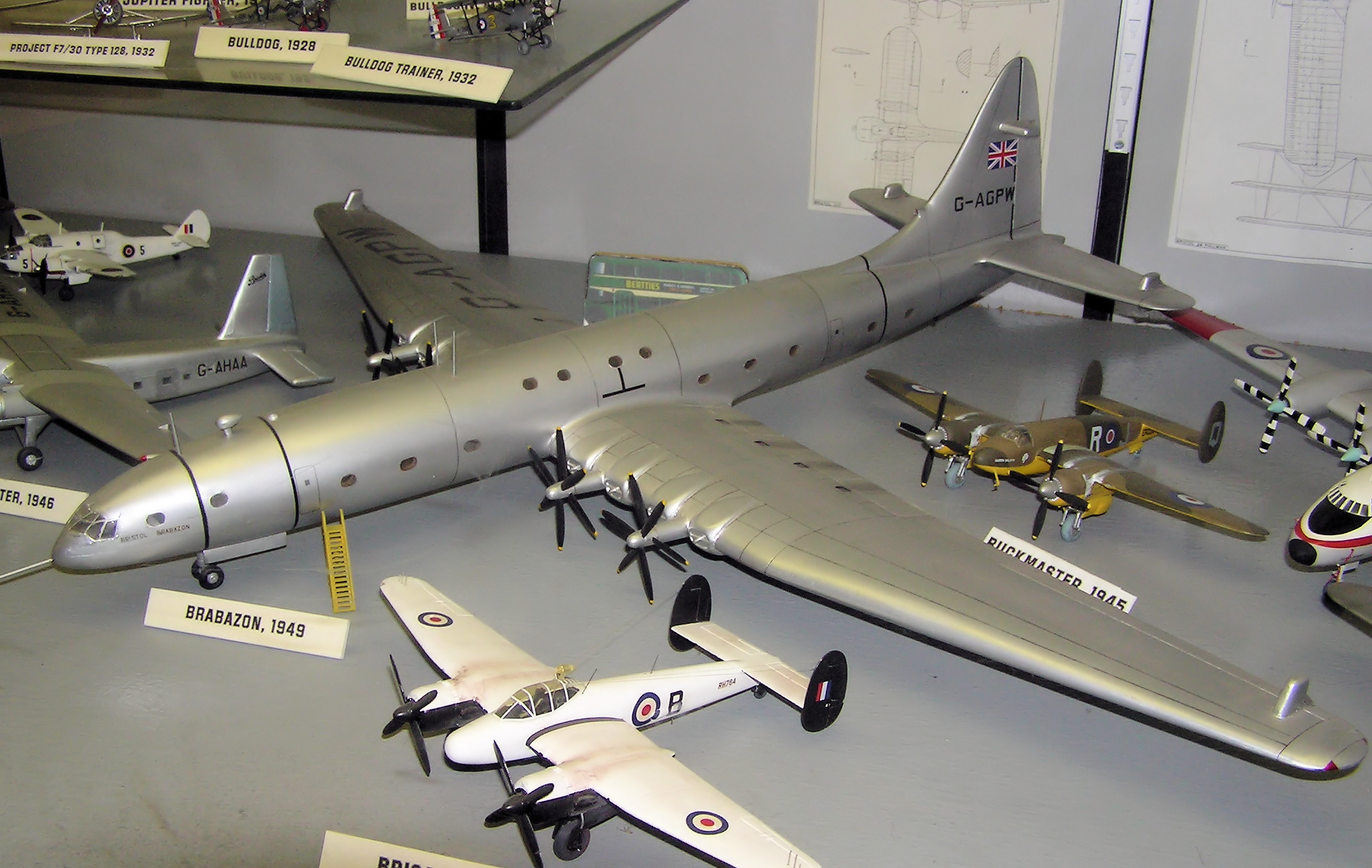
Maquette du Brabazon.

Bien que considéré comme un mouton à cinq pattes, l'aventure du Brabazon n'aura pas été entièrement inutile : au moins la moitié des investissements dans le projet a servi à réaliser des infrastructures qui confirmèrent Bristol comme un grand constructeur, comme les grands hangars et la piste de l'aéroport de Filton (6 000 000 livres) : ils servirent à la construction du Britannia. En outre, plusieurs techniques développées dans le cadre du projet Brabazon purent être transposées à toutes sortes d'avions, et pas uniquement des longs-courriers.
La Sté Bristol avait également obtenu l'adjudication du « Type III », qui donna le « Britannia ». Capitalisant sur les progrès amassés avec le projet Brabazon, le Britannia détint le record du rendement à la tonne embarquée, et le conserva plusieurs années. Malgré les retards de livraison du Britannia liés aux difficultés de mise au point du Type IV, le de Havilland Comet, cet appareil a continué à être l'avion standard de nombreuses compagnies aériennes jusqu'au début des années 1970.

## Voir également
- Convair XC-99
- Hughes H-4 Hercules
- Saunders-Roe Princess
- Liste des plus grands aéronefs